# 조선인민군협주단
조선인민군협주단(朝鮮人民軍協奏團, Korean People's Army Ensemble)은 조선민주주의인민공화국의 대표적인 공연예술 단체이다. 1947년에 보안간부훈련대대부협주단이라는 명칭으로 창단되었고, 1972년에 조선인민군연극단을 통합해 모든 형태의 무대 공연을 소화하는 대규모 집단이 되었다.
명칭 그대로 조선인민군 직속이며, 단원 수는 약 300명으로 군 소속 예술단체 중 최대 규모이다. 1972년과 1996년에 김일성훈장을 수여받았고, 협주단 내 120명 규모의 남성합창단은 1998년부터 '조선인민군공훈합창단'이라는 이름으로 독립되어 활동하고 있다.
주요 공연 작품은 5대 혁명가극 중 하나로 손꼽히는 '당의 참된 딸'을 비롯해 전시가요, 합창, 무용, 관현악, 연극, 교예(서커스) 등 매우 다양한 장르에 걸쳐있다. 주요 공연장은 4.25문화회관이며, 교예는 별도로 인민군교예극장에서 공연하고 있다.
유명한 단원들로는 여성민요가수 김옥선, 테너 김철호, 소프라노 윤춘실, 안무가 홍정화 등이 있다. 간부급 단원들과 인민/공훈 칭호 단원들은 좌급군관(한국의 영관급에 해당) 계급을 부여받고 있고, 단장은 소장(한국의 준장에 해당)이다.
정기 공연과 당군 창건일, 지도자 생일 등의 특별 공연 외에 지방 군부대의 위문공연이 많고, 해외 사절단 등 귀빈을 위한 공연도 간혹 진행하고 있다. 부속 교육기관인 조선인민군예술학원을 별도로 운영하고 있으며, 조선민주주의인민공화국 음반사인 '광명음악사'에서 협주단 명의로 독자적인 시리즈의 CD를 발매하고 있다.